# Замалеев, Александр Фазлаевич
Алекса́ндр Фазла́евич Замале́ев (род. 13 ноября 1943, Эшвейлер) — советский и российский философ и историк. Доктор философских наук (с 1988), профессор (с 1989) и заведующий кафедрой истории русской философии Института философии СПбГУ (c 1991).

## Биография
В 1968 году окончил историко-филологический факультет Казанского государственного университета. Затем два года работал в Новгороде над архивами по истории древнерусского церковного зодчества.
В 1977 году защитил диссертацию на соискание учёной степени кандидата философских наук по теме «Мировоззрение декабриста М. А. Фонвизина» (специальность 09.00.03 — история философии).
В 1988 году защитил диссертацию на соискание учёной степени доктора философских наук по теме  «Философская мысль в Средневековой Руси (XI—XVI вв.)» (специальность 09.00.03 — история философии).
С 1989 года профессор, а с 1991 — заведующий кафедрой истории русской философии Санкт-Петербургского государственного университета.
Редактор научного альманаха "Вече", посвящённого истории русской философии и культуры, а также нескольких академических издательских серий. Автор монографий и учебников по истории русской философии и социально-политической мысли. Награждён юбилейной медалью «1500-летие Киева».

## Основные работы
- М. А. Фонвизин. М.: Мысль, 1976. — 152 с. (Мыслители прошлого)
- Замалеев А. Ф., Зоц В. А. Мыслители Киевской Руси / предисл. В. А. Карпушина. — 2-е изд., перераб. и доп. — К.: Вища школа, 1987. — 183 с. 10000 экз.
- Философская мысль в средневековой Руси (XI—XVI вв.). Л.: Наука, 1987. — 247 с.
- Замалеев А. Ф., Овчинникова Е. А. Еретики и ортодоксы: Очерки древнерусской духовности. Л.: Лениздат, 1991. — 207 с.: ил. — 247 с.
- Лепты: Исследования по русской философии. СПб.: Изд-во СПбГУ, 1996. — 320 с.
- Курс истории русской философии. 2-е изд. М.: Магистр, 1996. — 352 с. (Рекомендовано Государственным комитетом Российской Федерации по высшему образованию в качестве учебника для высших учебных заведений).
- Восточнославянские мыслители: Эпоха Средневековья. СПб.: Изд-во СПбГУ, 1998. — 270 с.
- Лекции по истории русской философии (XI—XX вв.). 3-е изд. СПб.: Летний сад, 2001. — 398 с.; 1-е изд.: СПб.: Изд-во СПбГУ, 1995. — 388 с.; 2-е изд.: СПб.: Изд-во СПбГУ, 1999. — 312с. (Рекомендовано Государственным комитетом Российской Федерации по высшему образованию в качестве учебника для высших учебных заведений).
- Denkers van het Kievse Rusland. Maastriht, 2001. — 224 S.
- Учебник русской политологии: Университетский курс. СПб.: Летний сад, 2001. — 352 с. (Рекомендовано Головным советом по философии Министерства образования Российской Федерации для студентов и аспирантов гуманитарных вузов).
- Идеи и направления отечественного любомудрия: Лекции. Статьи. Критика. СПб.: Летний сад, 2003. — 212 с.
- Замалеев А. Ф., Малинов А. В. Летопись русской философии: 862—2002. СПб.: Летний сад, 2003. — 352 с.
- История русской культуры. — СПб.: Изд-во СПбГУ, 2005. — 272 с.
- Русская религиозная философия XI—XX вв. — СПб.: Изд-во СПбГУ, 2007. — 208 с.
- Курс лекций по истории русской философии. — СПб.: Изд-во СПбГУ, 2009. — 238 с.
- Философская мысль в России IX—XX веков. — СПб.: Петрополис, 2015—400 с.
- Начальный курс русской философии. Историческое введение. СПб.: Петрополис, 2015. — 287 с.
- Письма любопытствующему о русской философии. СПб.: Петрополис, 2020. — 132 с.